# Еквидистантна пројекција
Еквидистантна пројекција је тип произвољне картографске пројекције, чије је основно својство да је размер по једном од главних праваца увек једнак јединици, тачније —— једнак је главном размеру. Еквидистантност (иста удаљеност) се лако може уочити, ако се главни правци поклапају са правцем меридијана и паралела, а да су притом и та одстојања на мапи иста.